# 救急疾患
救急疾患（きゅうきゅうしっかん, emergency disease）とは、突然に発症し、かつ（または）緊急に治療が必要な疾患を指す医学用語である。
症状の重さを示す重症などとは異なる概念である。

## 解説
救急疾患は病歴、身体所見や検査結果から容易に診断できることもあれば、疾患の重複や稀な病態のために診断に難渋することも少なくない。
以下に示すような疾患が救急疾患となっている。

## 救急疾患の例
- 多発外傷
- 頭部外傷
- 胸部外傷
- 腹部外傷
- 骨盤骨折
- 脊髄損傷
- 脳卒中
- 熱傷
- 急性心不全
- 急性腎不全
- 呼吸不全
- 急性肺炎
- 急性腹症
- 急性心筋梗塞
- 急性大動脈解離
- 急性肝炎
- 急性アルコール中毒
- 多臓器不全
- 敗血症
- 消化管穿孔
- 消化管出血
- 意識障害
- ショック
- 鼠咬症
- 熱中症
- 毒蛇咬傷
- 動物咬傷
- 電撃傷
- 低温障害
- 打撲傷
- 減圧症
- 心挫傷
- 消化管異物
- 低体温症
- チアノーゼ
- 壊疽性筋膜炎
- 感電
- コンパートメント症候群
- エコノミークラス症候群
- 溺水
- 窒息
- 一酸化炭素中毒
- 薬物中毒
- 過換気症候群
- 高山病
- 高血圧緊急症
- 迷走神経反射
- 急性アルコール中毒
- 挫滅症候群